# Jacques-Antoine-Marie Lemoine
Pour les articles homonymes, voir Lemoine.
Jacques-Antoine-Marie Lemoine, né le 17 juillet 1751 à Rouen et mort le 7 février 1824 à Paris, est un peintre miniaturiste français.

## Biographie
Fils d’un notaire, conseiller du roi, Jacques-Antoine-Marie Lemoine se destinait d’abord à la profession de son père, mais se sentant poussé par un penchant irrésistible vers l’étude des beaux-arts, il suivit les leçons de dessin et de peinture de Jean-Baptiste Descamps à l’École des beaux-arts de Rouen où il obtint un premier prix.
Sous le ministère de son compatriote Pierre-Alexandre-Laurent Forfait, continuant à cultiver la peinture, surtout comme portraitiste, il devint professeur de dessin des élèves de la Marine. Lemoine eut beaucoup de succès en ce genre, et se fit aussi connaître avantageusement par l’invention du chevalet-perspective[C'est-à-dire ?], instrument utile aux paysagistes, et par une autre machine propre à assurer la ressemblance dans les portraits.
Cet artiste, qui peignait également avec sur la porcelaine, cultivait aussi la musique avec quelque succès.
Lemoine a laissé plusieurs ouvrages sur la géométrie et sur la perspective dans leurs rapports avec le dessin et la peinture à l’état de manuscrit.

## Œuvres dans les collections publiques
- Paris musée du Louvre :

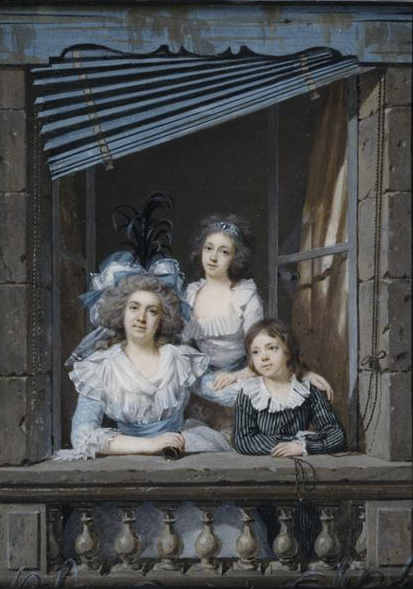
Portrait d’une dame avec son fils et sa fille au balcon d’une fenêtre, 1787, miniature sur ivoire, Paris, musée du Louvre.

  - Portrait de jeune femme au ruban rose ;
  - Portrait de jeune homme en habit vert ;
  - Portrait de Madame Elisabeth-Félicité Molé-Reymond ;
  - Portrait d’une cantatrice ;
  - Portrait d’une dame avec son fils et sa fille au balcon d’une fenêtre.
- Rueil-Malmaison, musée national du château de Malmaison : Portrait de Jacques-Jean Le Couteulx du Molay (1740-1823)
- Rueil-Malmaison, musée national du château de Malmaison : Portrait de Pauline Laurette Le couteulx du Molay
- Rouen, musée des Beaux-Arts : Portrait de Laurent Forfait, ministre de la Marine.

## Élèves
- Charles-Michel-Ange Challe